# Millennium (banda)
Millennium es una banda musical de género metal de la India formada en Bangalore. La banda se formó en 1988 como una de las primeras bandas de este género antedicho.

## Historia
La banda fue creada en 1988, integrada por su vocalista Verhnon Ibrahim, los guitarristas Río y Cecil, el bajista Stanley con Roberto en la batería. Roberto se separó de la banda en 1989 y su compañero, Rio's, lo sustituyó debidamente. En 1991 trajo consigo la línea más arriba de los cambios de integrantes, como Malcolm Stanley reemplazado en el bajo y Blake se hizo cargo de segundo guitarra de Cecil. En 1997 Blake fue al Reino Unido y Benjamin Yates completó para ofrecer dos conciertos en guitarras rítmicas. Se iba para los Estados Unidos y Sharmon, el hermano de Vernon asumió como guitarrista rítmico permanente. Después de comenzar con Iron Maiden, la banda lanzó un solo sigle titulado 'Peace Just In Heavenel', luego un video musical titulado  'Skull Krusher of the week', en la que ganó los premios India MTV.